# Sparkle (Fußball)
Der Sparkle ist eine Auszeichnung, die seit 2015 an die herausragendste Fußballspielerin Belgiens verliehen wird. Der Preis wurde als Nachfolger des zwischen 2005 und 2009 vergebenen Étoile du football eingeführt und ist mit dem Belgischen Goldenen Schuh, der seit 1954 jedes Jahr an den herausragendsten Spieler der höchsten belgischen Fußballliga im Herrenfußball vergeben wird, vergleichbar. Im Jahre 2017 wurde erstmals auch der Belgische Goldene Schuh im Frauenfußball eingeführt; der Sparkle blieb jedoch bestehen.
Der Preis wird in drei verschiedenen Kategorien verliehen: Joueuse, Espoir und Gardienne. In der Kategorie Joueuse wird die beste Feldspielerin ausgezeichnet, in der Kategorie Espoir die beste Nachwuchsspielerin und in der Kategorie Gardienne die beste Torhüterin. 2018 wurde auch erstmals die Spielerin mit den meisten Toren in der Kategorie Buteuse ausgezeichnet.
Als erste Titelträgerin trat Tessa Wullaert in Erscheinung.
Im Jahr 2019 wurde die Auszeichnung zum letzten Mal in allen vier Kategorien verliehen.

## Bisherige Titelträgerinnen in der KategorieJoueuse
| Jahr | Spieler           | Nationalität | Verein           |
| ---- | ----------------- | ------------ | ---------------- |
| 2015 | Tessa Wullaert    | Belgien      | Standard Lüttich |
| 2016 | Aline Zeler       | Belgien      | Standard Lüttich |
| 2017 | Lien Mermans      | Belgien      | KRC Genk Ladies  |
| 2018 | Laura De Neve     | Belgien      | RSC Anderlecht   |
| 2019 | Kassandra Missipo | Belgien      | KAA Gent         |

## Bisherige Titelträgerinnen in der KategorieEspoir
| Jahr | Spieler             | Nationalität | Verein           |
| ---- | ------------------- | ------------ | ---------------- |
| 2015 | Julie Biesmans      | Belgien      | Standard Lüttich |
| 2016 | Tine De Caigny      | Belgien      | Lierse SK        |
| 2017 | Davinia Vanmechelen | Belgien      | Standard Lüttich |
| 2018 | Sarah Wijnants      | Belgien      | RSC Anderlecht   |
| 2019 | Elena Dhont         | Belgien      | KAA Gent         |

## Bisherige Titelträgerinnen in der KategorieGardienne
| Jahr | Spieler              | Nationalität | Verein             |
| ---- | -------------------- | ------------ | ------------------ |
| 2015 | Nicky Evrard         | Belgien      | KAA Gent           |
| 2016 | Justien Odeurs       | Belgien      | Lierse SK          |
| 2017 | Lisa Lichtfus        | Belgien      | Standard Lüttich   |
| 2018 | Louise Van Den Bergh | Belgien      | Oud-Heverlee Löwen |
| 2019 | Lisa Lichtfus        | Belgien      | Standard Lüttich   |

## Bisherige Titelträgerinnen in der KategorieButeuse
| Jahr | Spieler            | Nationalität | Verein         | Toranzahl |
| ---- | ------------------ | ------------ | -------------- | --------- |
| 2018 | Ella Van Kerkhoven | Belgien      | RSC Anderlecht | 29 Tore   |
| 2019 | Ella Van Kerkhoven | Belgien      | RSC Anderlecht | 24 Tore   |